# Chaque jour est un long chemin (chanson)
Singles de Elsa
Tout l'temps, tout l'temps
(mai 1993) Sous ma robe
(mars 1997)
Pistes de Chaque jour est un long chemin
Je porte mon cœur sur ma main
Le premier extrait choisi de l'album d'Elsa Chaque jour est un long chemin, qui tire ses influences dans le répertoire folklorique américain, est le titre éponyme. Il relate l'histoire d'une fille baba cool qui profite de la vie au jour le jour.
Ce changement, salué par la critique, est déroutant pour le public qui boude l'album. Un échec retentissant dans la carrière d'Elsa, qui est congédiée par sa maison de disques BMG quelque temps après.
Le clip, réalisé par Tory Tremblett, a été tourné dans la banlieue Nord de Londres dans les Royal Park Studios, le 1er octobre 1996.
Il y montre Elsa, à bord d'un train, contemplant le paysage ainsi qu'une boule de neige. 

## Supports commerce
- CD 2 titres
  - Piste 1 : Chaque jour est un long chemin  (Version single) 4:00
  - Piste 2 : Joséphine[*]  (Version française)  3:51

- CD monotitre promo
  - Piste 1 : Chaque jour est un long chemin  (Version single) 4:00

- CD promo 5 titres
  - Piste 1 : Chaque jour est un long chemin  (version single)  4:00
  - Piste 2 : Le Temps tourne à l'orage  3:20
  - Piste 3 : Quand je serai morte  3:06
  - Piste 4 : Sous ma robe   (version single)  4:04
  - Piste 2 : Le Soir   4:31

- CD promo Libération Offert avec le journal Libération lors de la sortie de l'album
  - Piste 1 : Caravane  4:00
  - Piste 2 : Les Affaires de Franck   3:18
  - Piste 3 : Joséphine[*]  (Version française)  3:51
  - Piste 4 : Le Soir  4:31

- . ↑  Cette chanson n'est sur aucun album. Elle est toutefois disponible en anglais sur l'album Everyday

## Anecdotes
Elsa a interprété en Live cette chanson lors de ses concerts au Bataclan en 1997 ainsi qu'à L'Européen en 2005.

## Critiques lors de la sortie
- L'album de la métamorphose est une petite merveille, Télérama qui lui décernera 4 f.
- Elsa n'est plus un prénom, c'est un nom, Blah Blah
- Elsa, nouvelle vague, Le Figaro
- Un Nouvel album en atmosphère raréfié, Libération

## Classements et ventes
| Meilleur Classement | Ventes certifiées | Cumul ventes                | Certification France |
| France              | Ventes certifiées | Cumul ventes                | Certification France |
| ------------------- | ----------------- | --------------------------- | -------------------- |
| -                   | -                 | moins de 30 000 exemplaires | -                    |